# Mascarenhas (Vera Cruz)
Mascarenhas (Mascarinhas) ist ein osttimoresischer Suco im Verwaltungsamt Vera Cruz (Gemeinde Dili), in der Landeshauptstadt Dili.

## Geographie

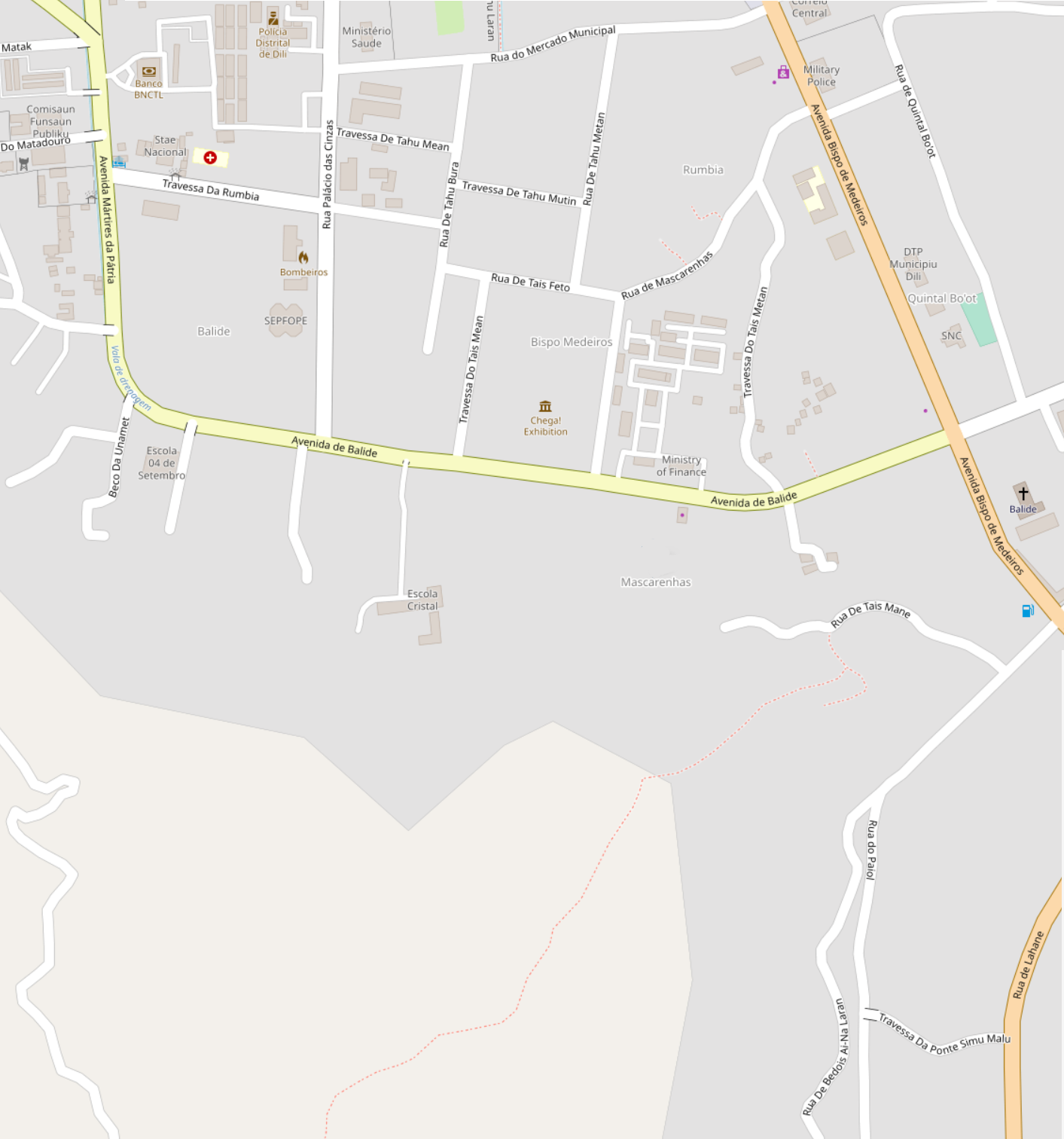
Straßenkarte von Mascarenhas

Der Suco liegt im Norden des Verwaltungsamts Vera Cruz. Nördlich befindet sich der Suco Caicoli, westlich der Suco Vila Verde und südlich der Suco Lahane Ocidental. Im Osten grenzt Mascarenhas an das Verwaltungsamt Nain Feto mit seinen Sucos Santa Cruz und Lahane Oriental. Mascarenhas hat eine Fläche von 0,70 km². Administrativ teilt sich Mascarenhas in  sechs Aldeias. Baixo P.M. (Bispo Medeiros?) und Aldeia 03 im Nordosten, Baixo Balide, Manu Cocorec und Alto P.M. im Zentrum und im Südwesten Alto Balide.
Im Norden liegen die Stadtteile Bispo Medeiros (benannt nach António Joaquim de Medeiros) und Rumbia und im Nordosten der Stadtteil Mascarenhas. Balide erstreckt sich einmal quer durch den Suco, entlang der Avenida de Balide bis in die Nachbarsucos. Der Nordteil des Sucos ist dichter besiedelt, als der Süden, der noch über freie Flächen verfügt und mit Hügeln bereits deutlich höher liegt.

## Einwohner
In Mascarenhas leben 5.665 Einwohner (2022), davon sind 2.825 Männer und 2.840 Frauen. 4.870 von ihnen wohnen in einer urbanen Umgebung, 795 im ländlichen Teil des Sucos. Im Suco gibt es 962 Haushalte. Fast 96 % der Einwohner geben Tetum Prasa als ihre Muttersprache an. Minderheiten sprechen Tetum Terik, Baikeno, Mambai, Lakalei oder Makasae.

## Geschichte

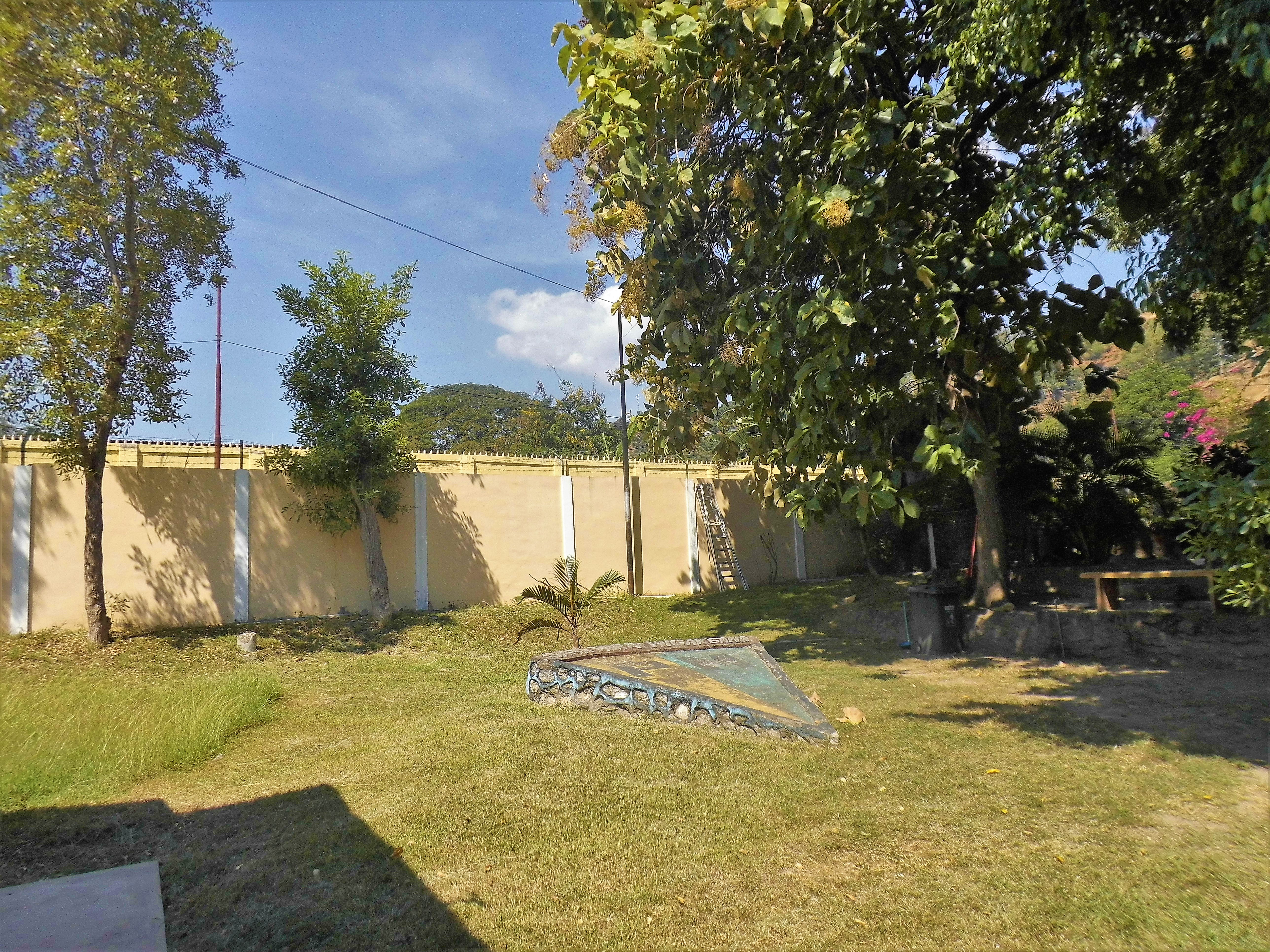
Gefängnis Comarca

In Balide befindet sich das ehemalige Gefängnis Comarca, das noch aus der portugiesischen Kolonialzeit stammt. Während der indonesischen Besetzung wurden hier politische Gefangene gefoltert. Die letzten Insassen wurden im September 1999 befreit. Unter der Verwaltung durch die UN wurde das verlassene Gebäude ab Januar 2002 renoviert und ab dem 17. Februar 2003 zum Sitz der Empfangs-, Wahrheits- und Versöhnungskommission von Osttimor (CAVR).
Im September 1999 wurde der Chefe de Suco Guido Ximenes Goviea während der Unruhen um das Unabhängigkeitsreferendum in Osttimor ermordet. Die mutmaßlichen Mörder Aje Pareira und Beni Ludji, Mitglieder von Aitarak, einer pro-indonesischen Miliz, wurden im April 2003 an der Grenze von Osttimor verhaftet.

## Einrichtungen und Sehenswürdigkeiten

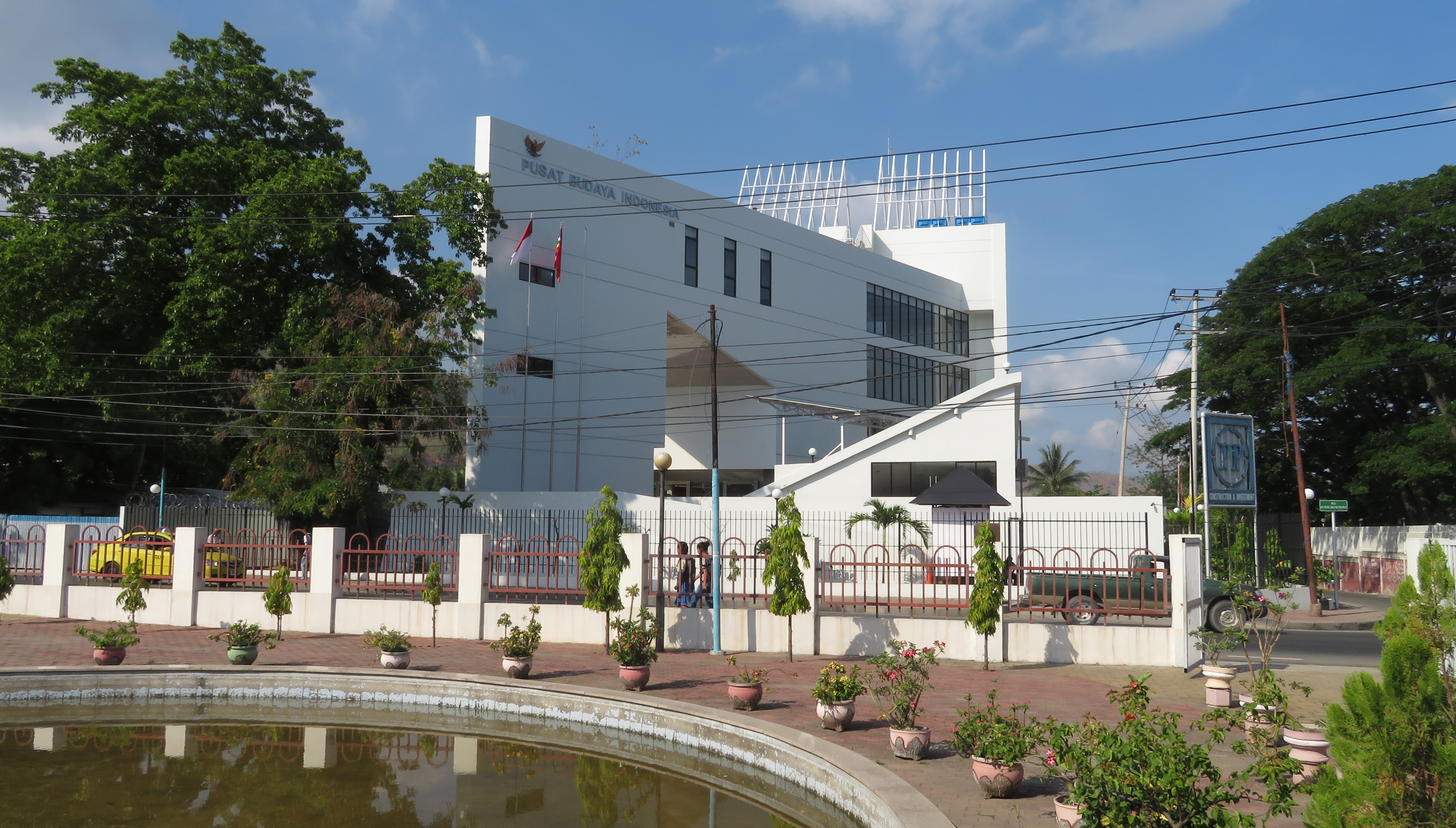
Das Indonesische Kulturzentrum an der Av. Bispo Medeiros

Der Suco verfügt über die Sekundarschule 4 de Setembro, die Hochschule Instituto Superior Cristal (ISC), zusammen mit der zugehörigen Grund-. Prä-Sekundar- und Sekundarschule Cristal (Kristal Balide) und die Universidade de Díli (UNDIL). Der Hauptsitz der nationalen Frauenrechtsorganisation Alola Foundation ist ebenso in Mascarenhas, wie das indonesische Kulturzentrum und das Convento das Madres Canussianas.
Das Gefängnis Comarca ist zu einem Museum umgewandelt. 65 Graffiti von osttimoresischen Künstlern erzählen von der Zeit der Besatzung. Die acht Einzelhaftzellen wurden im Originalzustand belassen. Außerdem gibt es eine Bibliothek und das Centro Nacional Chega!, dass die Ergebnisse der CAVR verwaltet. Seit Ende der Arbeit der CAVR führt die Erinnerungsstätte die Vereinigung ehemaliger politischer Gefangener (ASSEPOL).

## Politik
Bei den Wahlen von 2004/2005 wurde Rui Ilidio de Araujo zum Chefe de Suco gewählt. Bei den Wahlen 2009 gewann Mateus de Jesus Valente und 2016 Rui E. Araújo.